# Makoto Iijima
Makato Iljima (飯島誠, Iljima Makoto; Tokio, 12 februari 1971) is een Japans voormalig professioneel wielrenner.

## Palmares
1999
 Japans kampioenschap tijdrijden, elite
2001
Ronde van Okinawa
2003
 Japans kampioenschap tijdrijden, elite
2004
 Japans kampioen tijdrijden, elite
2005
 Japans kampioen tijdrijden, elite
2006
1e en 5e etappe Ronde van Oost-Java
 Japans kampioenschap tijdrijden, elite
2009
1e etappe Jelajah Malaysia
 Japans kampioenschap tijdrijden, elite
2010
 Japans kampioenschap tijdrijden, elite